# Three Rivers (Kalifornija)
Three Rivers je naseljeno područje za statističke svrhe u američkoj saveznoj državi Kalifornija. Prema popisu stanovništva iz 2010. u njemu je živjelo 2.182 stanovnika.